# Snijkove, Svitlovodsk
Snijkove (în ucraineană Сніжкове) este un sat în comuna Fedirkî din raionul Svitlovodsk, regiunea Kirovohrad, Ucraina.

## Demografie
Componența lingvistică a localității Snijkove
     Ucraineană (95,86%)
     Rusă (4,14%)
Conform recensământului din 2001, majoritatea populației localității Snijkove era vorbitoare de ucraineană (95,86%), existând în minoritate și vorbitori de rusă (4,14%).